# シュトレンフェスト

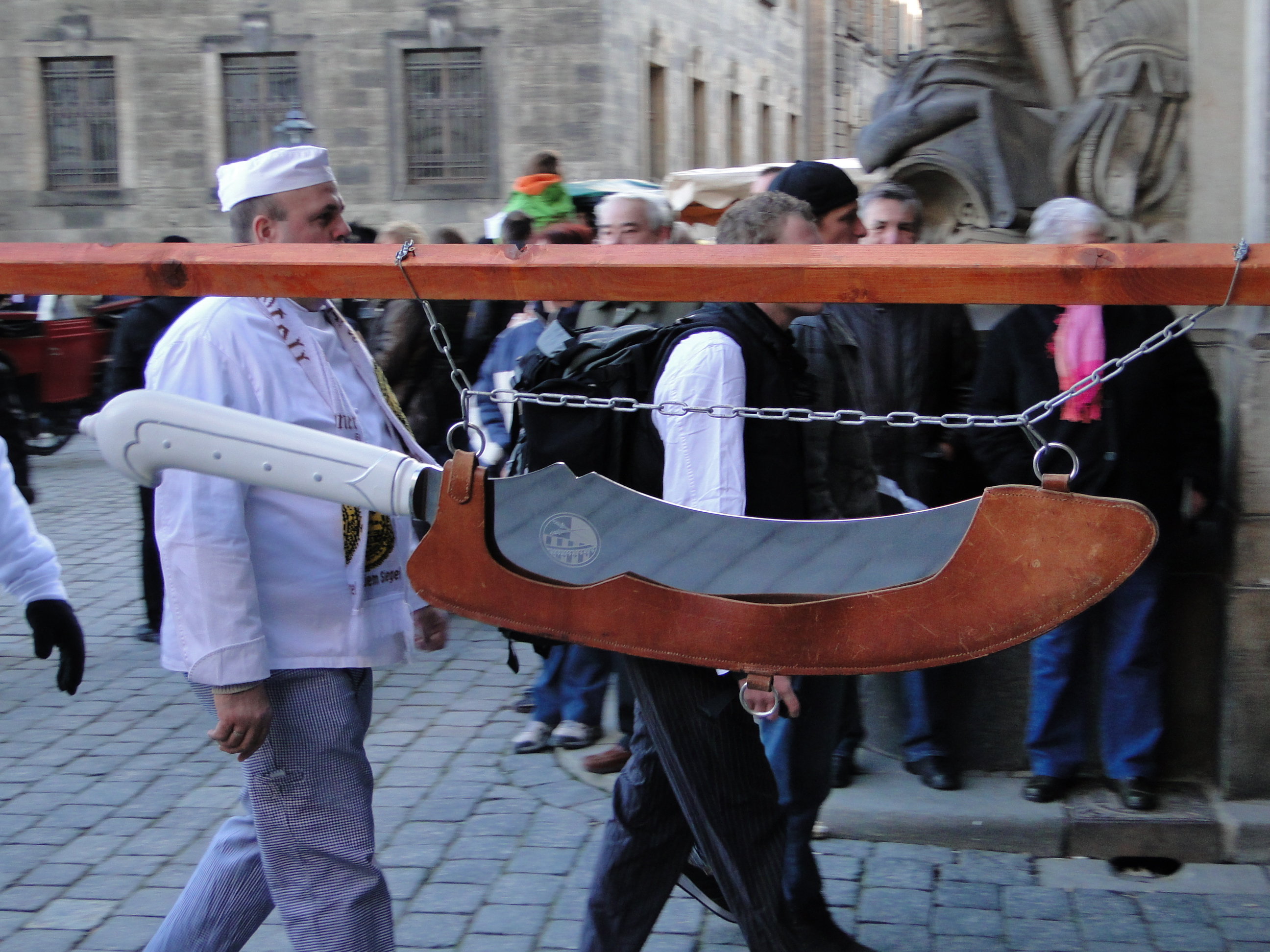
ドレスデンのシュトレンフェストで、大きなシュトレンを切る包丁の模型

シュトレンフェスト（ドイツ語: Dresdner Stollenfest）はシュトレン祭りとも呼ばれ、ドイツ南東部の大都市ドレスデンで、この地方起源のパン菓子「シュトレン」を主題としたフェスティバルで、クリスマス前の降臨節第二週から開催される。

## 歴史
シュトレンフェストの歴史的起源は、1730年にフリードリヒ・アウグスト1世（ザクセン選帝侯、1670年 - 1733年）がヨーロッパ中からの彼の王室のゲストのために、彼のパン屋の使用人に1.8トンの巨大なシュトレンを焼かせた時期に遡ると言われる。　

## ミス・シュトレンフェスト
毎年「ミス・ストレンフェスト」が選ばれ、歴代のミスの名前は上を参照。

## 参照項目
- シュトレン
- ドレスデンの年中行事